# ويليام ألبرت ألارد
ويليام ألبرت ألارد (بالإنجليزية: William Albert Allard)‏ هو مصور أمريكي، ولد في 1937.

## وصلات خارجية
- ويليام ألبرت ألارد على موقع ميوزك برينز (الإنجليزية)